# Burkau
Burkau (hornolužickosrbsky Porchow) je obec západně od Budyšína v německé spolkové zemi Sasko. Nachází se v zemském okrese Budyšín v Horní Lužici a má přibližně přibližně 2 700 obyvatel.

## Historie
Burkau bylo poprvé písemně zmíněno v roce 1164, podle jiných zdrojů až v roce 1312. Současná obec vznikla v roce 1994 v rámci reformy obecního území ze tří samostatných obcí Burkau, Uhyst am Taucher a Kleinhänchen.

## Osobnosti
- Friedrich August Leßke (1841–1904), učitel, kantor a místní historik
- Gustav Gnauck (1866–1951), hudební skladatel
- Herbert Bruna (1926–2013), spisovatel
- Christel Hoffmann (* 1936), divadelní vědkyně a pedagožka
- Christine Stäps (* 1940), malířka, grafička a sochařka